# Popular Mechanics
Popular Mechanics Magazine (jusqu'au no 667 de  juillet 1959), puis Popular Mechanics jusqu'à aujourd'hui, est un magazine américain mensuel consacré à la science et à la technologie. Il a été publié pour la première fois le 11 janvier 1902 par Henry Haven Windsor (en) et est détenu depuis 1958 par Hearst Corporation. Il a existé une version latino-américaine qui a été publiée pendant des décennies, une version française et récemment une version sud-africaine.

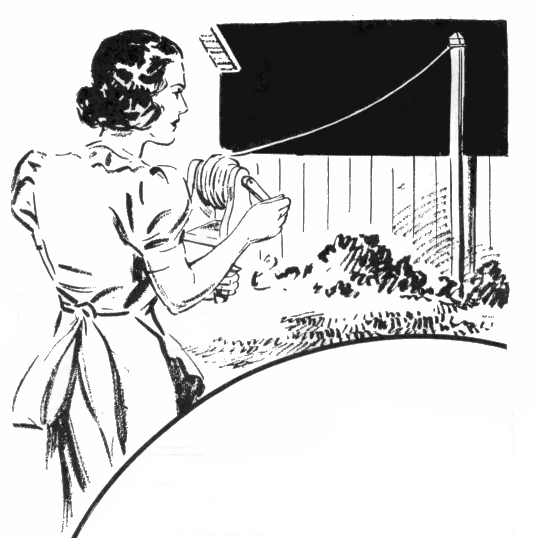
Illustration-croquis d'un article de 1937.

La version américaine était éditée par le fils de H. H. Windsor et le directeur technique en était R. M. Grant. Elle était enregistrée à Chicago (Illinois).

## Historique
Popular Mechanics a été fondé à Chicago par Henry Haven Windsor (en), le premier numéro étant daté du 11 janvier 1902. Son concept était d'expliquer « la façon dont le monde fonctionne » dans un langage simple, avec des photos et des illustrations pour faciliter la compréhension. Pendant des décennies, son slogan était « Écrit pour que vous puissiez le comprendre ». Le magazine était hebdomadaire jusqu'en septembre 1902, date à laquelle il est devenu mensuel. La Popular Mechanics Company appartenait à la famille Windsor et était imprimée à Chicago jusqu'à ce que la Hearst Corporation achète le magazine en 1958. En 1962, les bureaux de la rédaction ont déménagé à New York.
Dès le premier numéro, le magazine présentait une grande illustration d'un sujet technologique, un aspect qui a évolué vers l'illustration pleine page en couleur caractéristique du magazine et un petit format de 6,5 po x 9,5 po (16,51 mm x 24,13 mm) à partir du numéro de juillet 1911. Il a conservé ce petit format jusqu'en 1975, date à laquelle il est passé au format standard plus grand. Popular Science a adopté des illustrations de couverture en couleur en 1915, et l'aspect a été largement imité par les magazines technologiques ultérieurs.
Plusieurs éditions internationales ont été introduites après la Seconde Guerre mondiale, à commencer par une édition française, suivie d'une édition espagnole en 1947, puis d'une édition suédoise et d'une édition danoise en 1949. En 2002, le magazine était publié en anglais, en chinois et en espagnol et distribué dans le monde entier. Les éditions sud-africaine et russe ont été introduites la même année.
Des articles ont été rédigés par des personnalités telles que Guglielmo Marconi, Thomas Edison, Jules Verne, Barney Oldfield, Knute Rockne, Winston Churchill, Charles Kettering, Tom Wolfe et Buzz Aldrin, ainsi que par certains présidents américains, notamment Teddy Roosevelt et Ronald Reagan. Le comédien et expert en automobile Jay Leno a tenu une rubrique régulière, Jay Leno's Garage, à partir de mars 1999.

### Directeurs de la version originale américaine
| Nom                    | Dates                         |
| ---------------------- | ----------------------------- |
| Henry Haven Windsor    | janvier 1902 - juin 1924      |
| Henry Haven Windsor Jr | juillet 1924 - décembre 1958  |
| Roderick Grant         | janvier 1959 - décembre 1960  |
| Clifford Hicks         | janvier 1961 - septembre 1962 |
| Don Dinwiddie          | octobre 1962 - septembre 1965 |
| Robert Crossley        | juillet 1966 - décembre 1971  |
| Jim Liston             | janvier 1972 - décembre 1974  |
| John Linkletter        | janvier 1975 - juin 1985      |
| Joe Oldham             | août 1985 - septembre 2004    |
| Jim Meigs              | octobre 2004 - avril 2014     |
| Ryan D'Agostino        | mai 2014 - mars 2019          |
| Alexander George       | mars 2019 - avril 2021        |
| (aucun)                | avril 2021 – actuellement     |

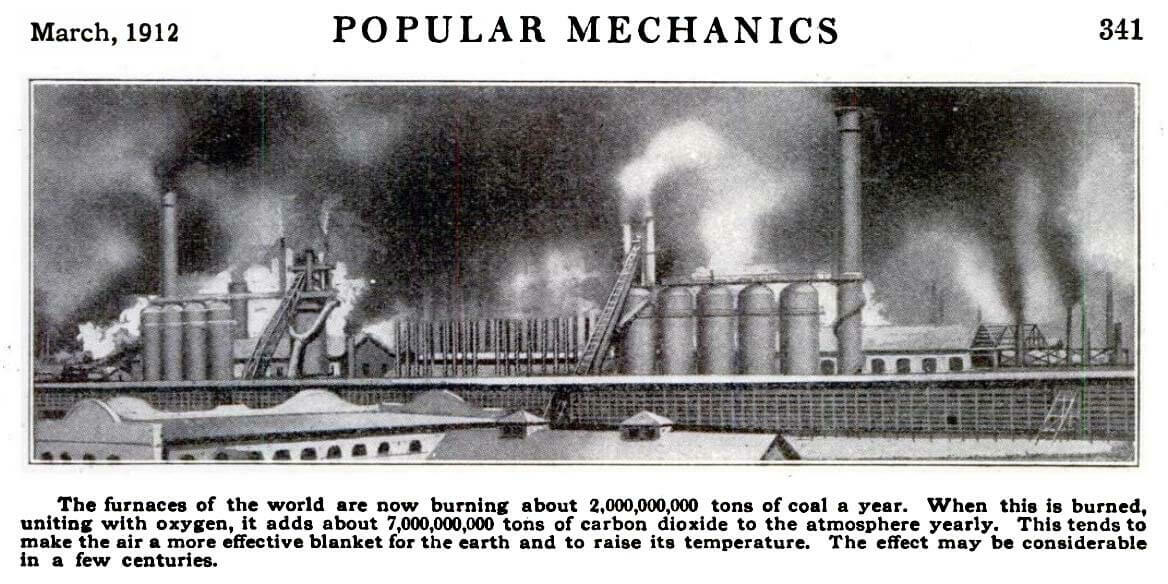
Les conséquences de l'effet de serre sur le réchauffement climatique ont été décrites succinctement plus d'un siècle auparavant dans cet article de 1912 du Popular Mechanics.

* En général, les dates correspondent à l'ensemble des numéros dont un directeur (de publication et de rédaction) était responsable. Pendant des décennies, le délai entre la soumission et l'impression était de trois mois, de sorte que certaines dates peuvent ne pas correspondre exactement aux dates d'emploi. Comme le site web de Popular Mechanics est devenu prépondérant et que l'importance des numéros imprimés a diminué, les changements éditoriaux ont une incidence plus immédiate.

## Édition française
La version française mensuelle portait le nom de Mécanique populaire et a été diffusée pour le monde francophone de l'époque (France et colonies, Belgique et Congo belge, Égypte, Liban, Palestine) après la Seconde Guerre mondiale.
Cette revue contenait une première partie généraliste au niveau technique et une partie « Pour le bricoleur » comprenant des plans de réalisations d'applications ménagères et de loisirs.
Les articles étaient abondamment pourvus de photographies, d'illustrations dessinées et de plans pour les projets à réaliser ou les articles de spéculation technique et scientifique (l'aviation à décollage vertical).
En plus des numéros mensuels, sortaient plusieurs fois par an des numéros spéciaux dits hors-série dédiés à un genre comme la photo, la voiture, l'atelier du bricoleur, les voiliers, le camping...

## Éditions dans d'autres langues
En plus de la version française, le magazine Popular Mechanics avait plusieurs autres franchises dans différentes langues. La dernière d'entre elles était la version russe de Popular Mechanics (Популярная механика), publiée de 2002 à 2022 et atteignant un pic de succès avec une diffusion d'environ 200 000 exemplaires. L'édition russe n'était pas vraiment dépendante de l'édition américaine en termes de contenu, avait sa propre politique éditoriale et orientation, orientée vers le marché russophone. En 2022, en raison de l'invasion russe en Ukraine, la maison d'édition américaine Hurst a révoqué la licence du nom pour l'édition russe, qui a ensuite été renommée Techinsider.
Dans la version russophone de Popular Mechanics, plusieurs journalistes, historiens, écrivains célèbres en Russie ont été publiés, dont Tim Skorenko, Leonid Kaganov, Yuliy Burkin, Stalik Hankishiev et d'autres.
Il y avait également des versions de Popular Mechanics en allemand (1955-1962), en japonais (au milieu des années 1980), en espagnol (pour l'Amérique latine, 1947-2010), en suédois et dans plusieurs autres langues, ainsi qu'en anglais en Afrique du Sud.

### Sommaire duno43de décembre 1949 (Vol.7 -no6)

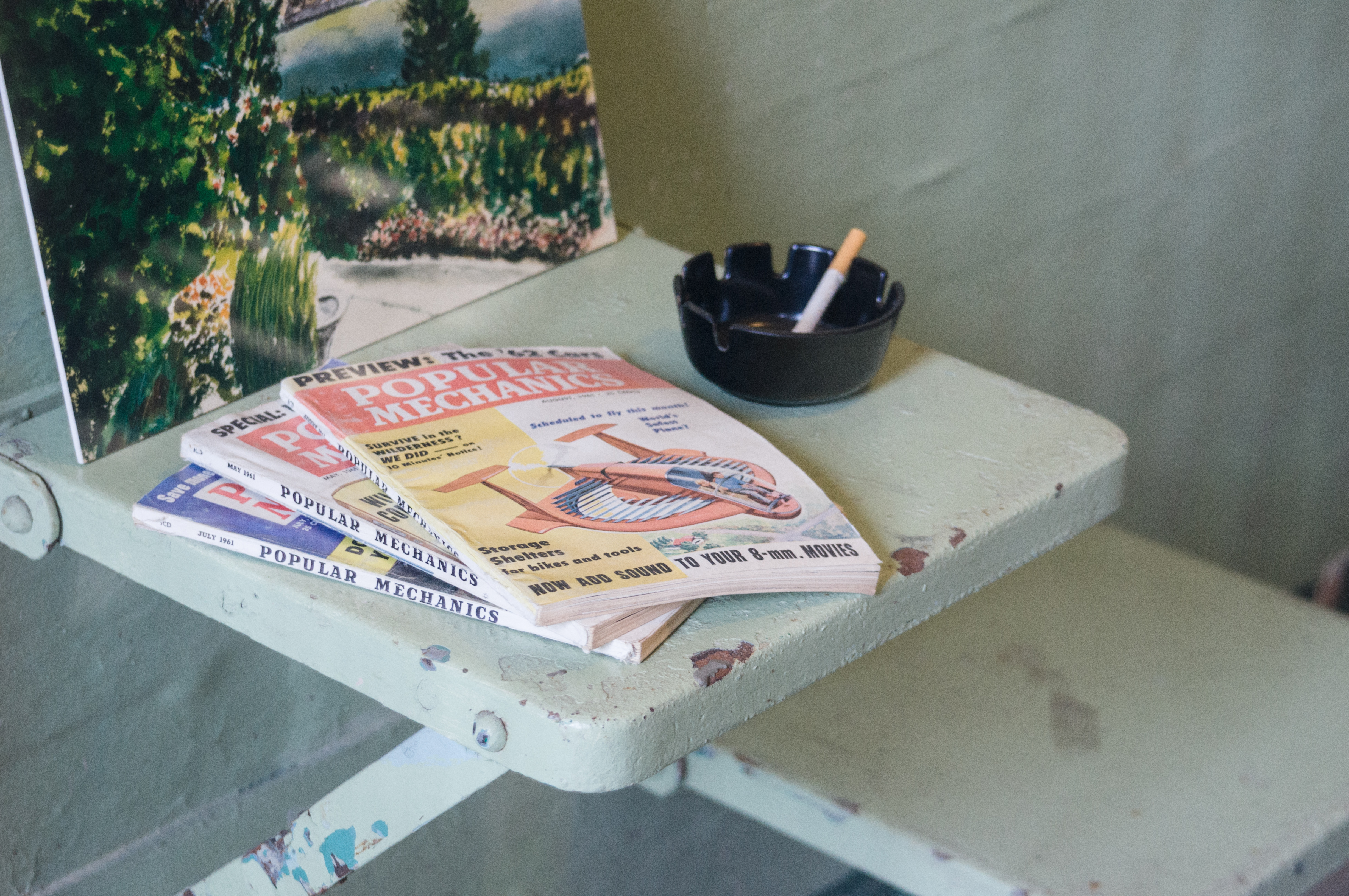
Exemplaires de Popular Mechanics à la prison d'Alcatraz.

À titre d'exemple
Dans ce numéro
Les pionniers de l'ère atomique
Alice pose : « Au pays des merveilles »
Pilotes de fusées
Un navire qui est porté par l'air
Une plongée à 1 350 m de profondeur
Lecture, écriture et aviation
Objets d'art en fil de fer
Le temps sur commande
Emballages en caoutchouc
Pour le bricoleur
Pour Noël, nouveautés musicales pour enfants
Construisez un bateau sur glace
L'ameublement de votre salle à manger (2e partie)
Pour tirer le maximum de vos appareils de chauffage
Un agrandisseur avec un appareil photographique
Remonte-pente portatif
Petit cours de soudure à l'arc
Radio-récepteur super-miniature

## Récompenses
- 1986 : prix National Magazine Award dans la catégorie Leisure Interest (« Intérêt pour les loisirs ») pour le Popular Mechanics Woodworking Guide, en novembre 1986.
- 2008 : prix National Magazine Award dans la catégorie Personal Service (« Service aux personnes ») pour la série Know Your Footprint : Energy, Water and Waste.
- Le magazine a reçu huit nominations aux « National Magazine Awards », y compris des sélections en 2012 dans la catégorie « Magazine de l'année » et la catégorie « Excellence »[23].